# Dansk Melodi Grand Prix 1963
El VII Dansk Melodi Grand Prix tuvo lugar el 24 de febrero de 1963 en el Tivoli de Copenhague, presentado por Marianne Birkelund. Ocho canciones participaron, siendo el ganador elegido por un jurado de diez miembros. Los ganadores elegidos para representar a Dinamarca en el Festival de la Canción de Eurovisión 1963 fueron Grethe and Jørgen Ingmann, quienes con la canción Dansevise, ganaron el festival que se celebró el 23 de marzo en Londres. 
En el concurso participaron otros pasados y futuros participantes en Eurovisión como Birthe Wilke (1957 y 1959), Dario Campeotto (1961), Bjørn Tidmand (1964) y Gitte Hænning (representante de Alemania Occidental en 1973).

## Resultados
| N.º | Artista                 | Canción                       | Posición |
| --- | ----------------------- | ----------------------------- | -------- |
| 1   | Preben Marth            | "Abstrakt"                    | 8        |
| 2   | Bjørn Tidmand           | "Amiga mia"                   | 2        |
| 3   | Grethe & Jørgen Ingmann | "Dansevise"                   | 1        |
| 4   | Melody Mixers           | "Harlekin og Colmbine"        | 6        |
| 5   | Dario Campeotto         | "Kære du"                     | 5        |
| 6   | Gitte Hænning           | "Lille sarte kvinde"          | 4        |
| 7   | Birthe Wilke            | "Pourquoi"                    | 3        |
| 8   | Grethe Sønck            | "Verden er en gammal bekendt" | 7        |

## Victoria polémica en Eurovisión
La noche de la final los Ingmanns actuaron los octavos, después de Finlandia y antes de Yugoslavia. Dansevise era una canción atmosférica y sofisticada, diferente a las anteriormente escuchadas en el festival. Las apuestas habían sugerido que habría una disputa por el primer puesto entre Dinamarca y Suiza, y de hecho las dos canciones ocuparon rápidamente las dos primeras posiciones en la votación, que se hacía con los jurados nacionales dando 5-4-3-2-1 a sus 5 canciones favoritas. La presentadora Katie Boyle llamó a Noruega, quinto jurado en votar, y desde Noruega se anunciaron claramente que sus votos eran 5 al Reino Unido, 4 a Italia, 3 a Suiza, 2 a Dinamarca y 1 a Alemania Occidental. Sin embargo, como no se dieron los votos en el formato que se pedía (dando primero el número de actuación de la canción), Boyle pidió al portavoz noruego la repetición de los votos. Esto pareció confundirle, y Boyle decidió, para evitar retrasos, que volverían con el jurado noruego luego de que los demás países hubieran votado.
Luego de que el último jurado en votar, Luxemburgo, hubiera dado sus votos, Suiza superaba a Dinamarca por 39 a 38. Si el voto noruego se hubiese mantenido igual, Suiza hubiera ganado por 42 a 40. Boyle llamó al jurado noruego otra vez y éste dijo que los puntos eran ahora 5 al Reino Unido, 4 a Dinamarca, 3 a Italia, 2 a Alemania Occidental y 1 a Suiza, dando la victoria a Dinamarca por 2 puntos. En respuesta a la polémica que originó esto, la Unión Europea de Radiodifusión investigó al jurado noruego y concluyó que no había evidencias de que se hubiera producido un pucherazo, sino que la confusión procedía de un malentendido. A pesar de esto, un elemento de sospecha ha colgado siempre sobre la primera victoria danesa en el festival.